# (9641) Demazière
9641 Demaziere (1994 PB30) – planetoida z grupy pasa głównego asteroid okrążająca Słońce w ciągu 3,84 lat w średniej odległości 2,45 j.a. Odkryta 12 sierpnia 1994 roku.